# Pentatlo moderno nos Jogos Olímpicos de Verão de 2016 - Feminino
A competição feminina de pentatlo moderno nos Jogos Olímpicos de 2016, no Rio de Janeiro realizou-se a 19 de agosto, com a etapa da esgrima no dia 18. Foram usadas três infraestruturas: o Centro Aquático de Deodoro para a natação; o Estádio de Deodoro para o hipismo e o combinado de corrida e tiro); e a Arena da Juventude para a esgrima.

## Calendário
Os horários são pelo fuso de Brasília (UTC−3).
| Data                       | Hora  | Ronda                           |
| -------------------------- | ----- | ------------------------------- |
| Quinta-feira, 18 de agosto | 10:00 | Esgrima (ronda classificatória) |
| Sexta-feira, 19 de agosto  | 12:00 | Natação                         |
| Sexta-feira, 19 de agosto  | 14:00 | Esgrima (ronda de bónus)        |
| Sexta-feira, 19 de agosto  | 15:30 | Hipismo                         |
| Sexta-feira, 19 de agosto  | 18:00 | Combinado corrida e tiro        |

## Medalhistas
Chloe Esposito, da Austrália, foi campeã olímpica, enquanto a francesa Élodie Clouvel foi prata e Oktawia Nowacka (Polônia) ganhou o bronze.
| Ouro   | AUS Chloe Esposito  |
| Prata  | FRA Élodie Clouvel  |
| Bronze | CAN Oktawia Nowacka |

## Resultados
♦  A marca mais alta de cada evento está destacada a amarelo com o símbolo de um diamante.
Estes foram os resultados gerais da prova feminina de pentatlo moderno:
| Pos.              | Pentatleta                | Natação Tempo (Pts.) | Esgrima Vitórias (Pts.) | Equitação Tempo (Pts.) | Combinado corrida + tiro Tempo (Pts.) | Total    |
| ----------------- | ------------------------- | -------------------- | ----------------------- | ---------------------- | ------------------------------------- | -------- |
| Medalha de ouro   | AUS Chloe Esposito        | 2:12.38 (303)        | 19 (215)                | 77.60 (284)            | 12:10.19 (570)                        | 1372     |
| Medalha de prata  | FRA Élodie Clouvel        | 2:08.62 (315)        | 21 (227)                | 70.05 (293)            | 12:59.06 (521)                        | 1356     |
| Medalha de bronze | POL Oktawia Nowacka       | 2:16.67 (290)        | 27 (264)♦               | 70.69 (293)            | 13:18.50 (502)                        | 1349     |
| 4                 | GER Annika Schleu         | 2:19.34 (282)        | 17 (202)                | 68.06 (293)            | 12:21.95 (559)                        | 1336     |
| 5                 | GBR Kate French           | 2:16.17 (292)        | 17 (202)                | 75.49 (300)♦           | 12:43.08 (537)                        | 1331     |
| 6                 | IRL Natalya Coyle         | 2:17.38 (288)        | 19 (215)                | 73.69 (300)♦           | 12:58.13 (522)                        | 1325     |
| 7                 | ITA Alice Sotero          | 2:12.63 (303)        | 20 (221)                | 72.91 (279)            | 13:00.47 (520)                        | 1323     |
| 8                 | GBR Samantha Murray       | 2:10.81 (308)        | 14 (192)                | 73.23 (279)            | 12:38.54 (542)                        | 1321     |
| 9                 | KAZ Yelena Potapenko      | 2:11.52 (306)        | 17 (202)                | 73.74 (293)            | 13:07.48 (513)                        | 1314     |
| 10                | MEX Tamara Vega           | 2:16.89 (290)        | 15 (190)                | 72.93 (300)♦           | 12:49.39 (531)                        | 1311     |
| 11                | RUS Donata Rimšaitė       | 2:22.09 (274)        | 17 (202)                | 77.20 (284)            | 12:32.67 (548)                        | 1308     |
| 12                | JPN Natsumi Tomonaga      | 2:15.63 (294)        | 15 (190)                | 77.03 (298)            | 12:55.44 (525)                        | 1307     |
| 13                | KOR Kim Sun-woo           | 2:16.06 (292)        | 16 (197)                | 75.52 (300)♦           | 13:04.28 (516)                        | 1305     |
| 14                | RUS Gulnaz Gubaydullina   | 2:07.94 (317)♦       | 8 (148)                 | 78.91 (290)            | 12:30.76 (550)                        | 1305     |
| 15                | CAN Melanie McCann        | 2:20.81 (278)        | 23 (240)                | 75.75 (300)♦           | 13:42.43 (478)                        | 1296     |
| 16                | HUN Sarolta Kovács        | 2:09.02 (313)        | 17 (203)                | 79.04 (268)            | 13:17.09 (503)                        | 1287     |
| 17                | CHN Zhang Xiaonan         | 2:22.67 (272)        | 22 (234)                | 75.72 (279)            | 13:20.79 (500)                        | 1285     |
| 18                | POL Anna Maliszewska      | 2:20.30 (280)        | 16 (200)                | 79.41 (282)            | 13:01.21 (519)                        | 1281     |
| 19                | USA Margaux Isaksen       | 2:19.91 (281)        | 18 (209)                | 70.24 (293)            | 13:23.90 (497)                        | 1280     |
| 20                | GUA Isabel Brand          | 2:22.57 (273)        | 14 (184)                | 72.88 (293)            | 12:54.11 (526)                        | 1276     |
| 21                | BLR Anastasiya Prokopenko | 2:25.69 (263)        | 10 (162)                | 76.28 (289)            | 12:22.98 (558)                        | 1272     |
| 22                | BRA Yane Marques          | 2:14.30 (298)        | 16 (196)                | 72.28 (286)            | 13:31.64 (489)                        | 1269     |
| 23                | ITA Claudia Cesarini      | 2:20.85 (278)        | 17 (205)                | 87.95 (261)            | 13:04.34 (516)                        | 1260     |
| 24                | USA Isabella Isaksen      | 2:20.20 (280)        | 20 (221)                | 80.31 (285)            | 13:51.96 (469)                        | 1255     |
| 25                | CZE Barbora Kodedová      | 2:24.70 (266)        | 20 (220)                | 106.28 (249)           | 13:25.36 (495)                        | 1230     |
| 26                | HUN Zsófia Földházi       | 2:12.05 (304)        | 11 (168)                | 119.34 (222)           | 12:46.02 (534)                        | 1228     |
| 27                | ARG Iryna Khokhlova       | 2:19.77 (281)        | 14 (184)                | 90.01 (268)            | 13:53.53 (467)                        | 1200     |
| 28                | LTU Ieva Serapinaitė      | 2:14.43 (297)        | 15 (190)                | 69.50 (265)            | 14:29.68 (431)                        | 1183     |
| 29                | UKR Anastasiya Spas       | 2:14.54 (297)        | 16 (196)                | 120.69 (221)           | 15:16.82 (384)                        | 1098     |
| 30                | LTU Laura Asadauskaitė    | 2:21.01 (277)        | 19 (216)                | E (0)                  | 12:01.01 (579)♦                       | 1072     |
| 31                | GER Lena Schöneborn       | 2:21.74 (275)        | 24 (244)                | E (0)                  | 12:54.21 (526)                        | 1045     |
| 32                | CAN Donna Vakalis         | 2:22.12 (274)        | 22 (233)                | E (0)                  | 13:36.19 (484)                        | 991      |
| 33                | CUB Leydi Moya            | 2:15.75 (293)        | 14 (184)                | E (0)                  | 13:11.07 (509)                        | 986      |
| 34                | TUR İlke Özyüksel         | 2:17.79 (287)        | 10 (160)                | E (0)                  | 12:49.98 (531)                        | 978      |
| 35                | EGY Haydy Morsy           | 2:26.11 (262)        | 14 (184)                | E (0)                  | 13:24.93 (496)                        | 942      |
| –                 | CHN Chen Qian             | 2:18.75 (284)        | 22 (232)                | 76.67 (292)            | 12:45.07 (535)                        | 1343 DSQ |

## Recordes
| Total                          | AUS Chloe Esposito      | 1372 pontos |
| Natação                        | RUS Gulnaz Gubaydullina | 2:07.94     |
| Corrida                        | LTU Laura Asadauskaitė  | 11:16.40    |
| Combinado                      | LTU Laura Asadauskaitė  | 12:01.01    |
| Tiro – sessão 1 de 5 disparos  | HUN Zsófia Földházi     | 8.56        |
| Tiro – sessão 4 de 20 disparos | HUN Zsófia Földházi     | 39.62       |